# Лаповац
Лаповац је насељено мјесто града Слуња, на Кордуну, Карловачка жупанија, Република Хрватска.

## Географија
Лаповац се налази око 17 км сјеверно од Слуња.

## Историја
Лаповац се од распада Југославије до августа 1995. године налазио у Републици Српској Крајини.

## Становништво
Према попису становништва из 2011. године, насеље Лаповац је имало 35 становника.
| Демографија | Демографија | Демографија |
| Година      | Становника  | Становника  |
| ----------- | ----------- | ----------- |
| 1981.       | 124         |             |
| 1991.       | 96          |             |
| 2001.       | 41          |             |
| 2011.       |             | 35          |